# 仙台市泉総合運動場
仙台市泉総合運動場（せんだいしいずみそうごううんどうじょう）は、宮城県仙台市にある運動場。

## 概要
仙台市の泉区に位置する。仙台市スポーツ施設条例 第1条の「スポーツの普及及び振興を図り、もって市民の交流の促進及び心身の健全な発達に資するため、スポーツ施設を設置する。」を設置目的とし、1978年（昭和53年）4月1日に開設。
運動場内には泉体育館を始め、ベガルタ仙台の練習場としても使われている泉サッカー場や仙台市屋内グラウンド（シェルコムせんだい）の他、テニスコートやプールなども完備している。 

## 施設概要
- 泉体育館（アリーナ）
- 泉武道館（1階柔道場・2階剣道場）
- 泉弓道場
- 泉庭球場（18面）[2]
- 泉水泳プール（屋外。6月中旬-9月上旬）
- 泉グラウンド
- 泉サッカー場
- 仙台市屋内グラウンド
- ふれあい広場

## ギャラリー

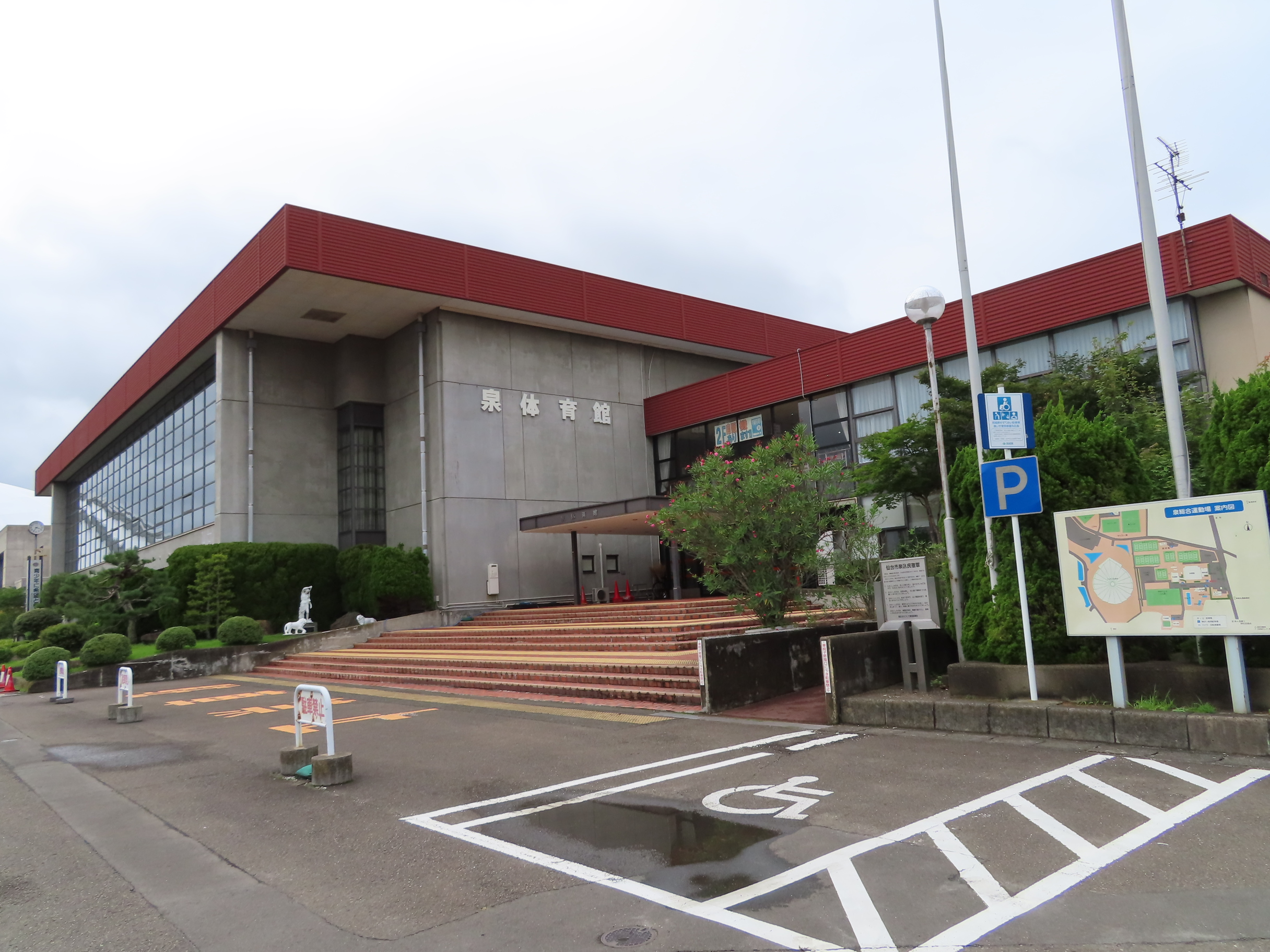
泉体育館
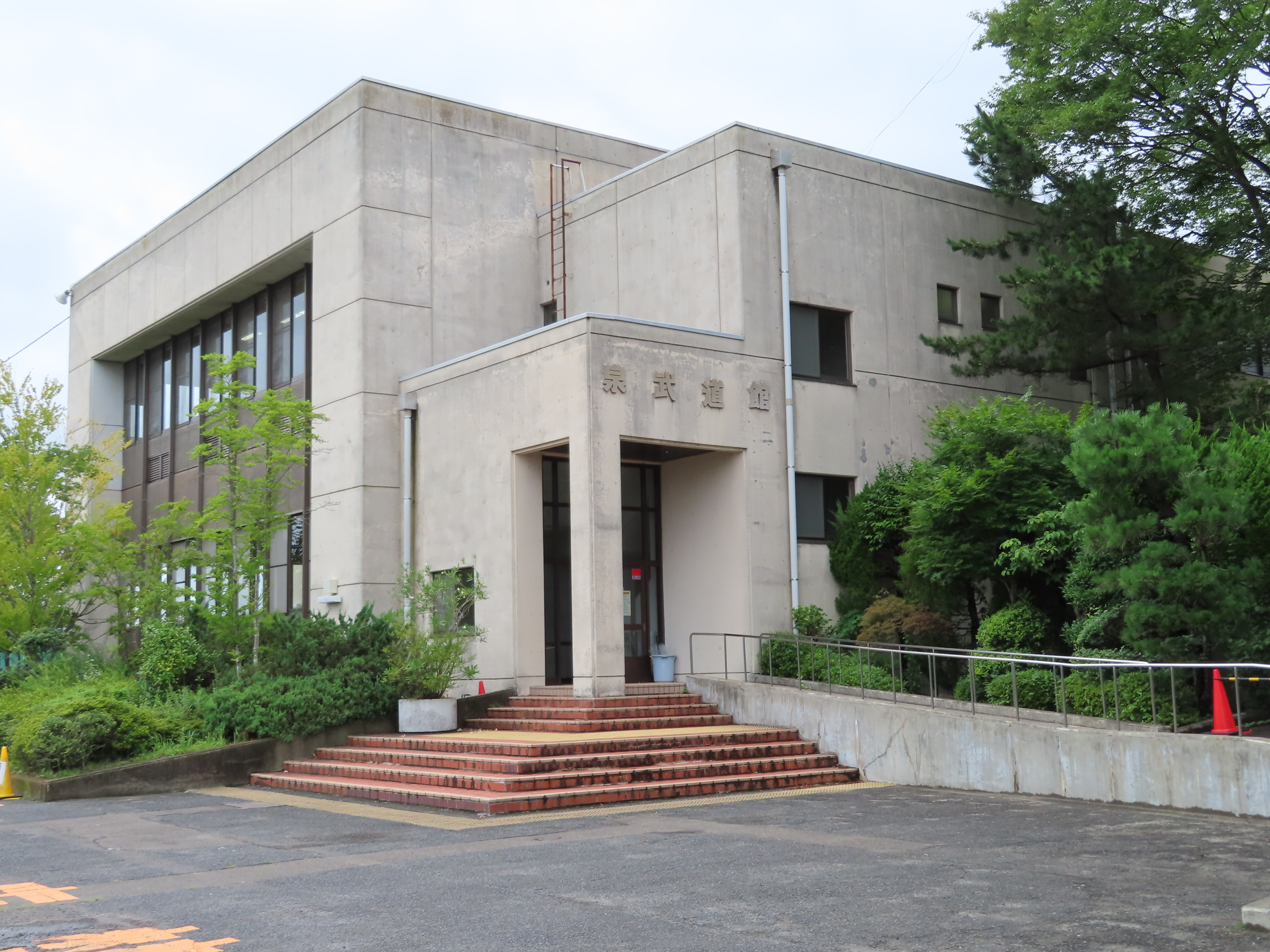
泉武道館
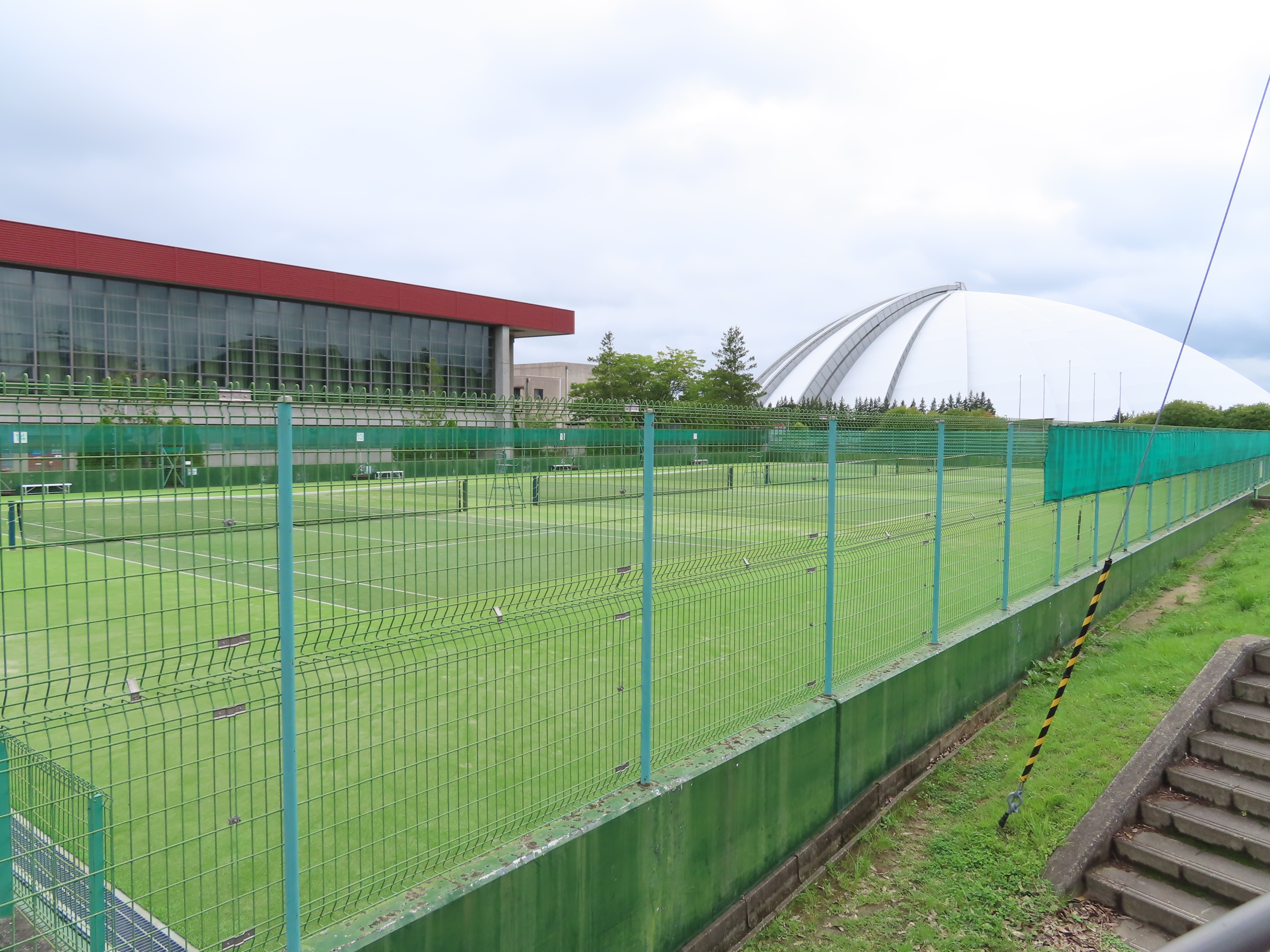
泉庭球場
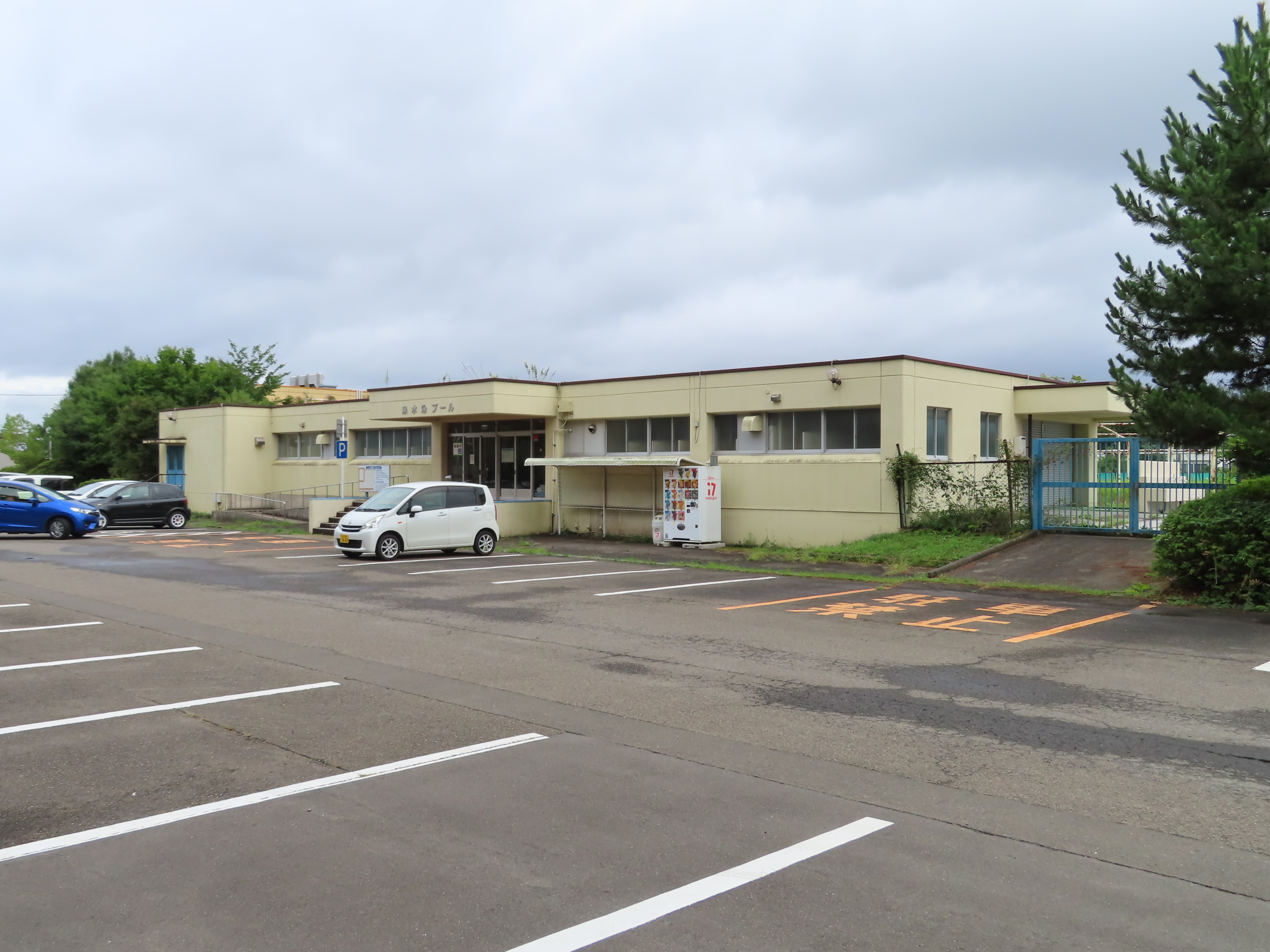
泉水泳プール

## 開館時間・休館日
開館時間
- 9:00 - 21:00[1][3]

休館日
- 年末年始（12月28日 - 1月4日）[1]
- 月1回点検日（不定期）[1]

## 所在地
- 宮城県仙台市泉区野村字新桂島前60番地

## 周辺
- 宮城県泉高等学校
- 仙台市立仙台商業高等学校